# Pidonia grallatrix
Pidonia grallatrix är en skalbaggsart som först beskrevs av Bates 1884.  Pidonia grallatrix ingår i släktet Pidonia och familjen långhorningar. Inga underarter finns listade i Catalogue of Life.